# François Dhanis
Pour les articles homonymes, voir Dhanis.
François Dhanis, né à Anvers le 8 février 1819 et mort le 17 janvier 1881, est un homme politique belge.

## Biographie
François Dhanis est le fils d'Antoine Dhanis et de Cornélie van Cannart d'Hamale. Il est le grendre du sénateur Jean Michiels.
Il fut armateur, directeur de la compagnie maritime Michiels-Loos à Anvers (1868-1881).
Il fut également censeur de la Banque nationale de Belgique (1871-1881), membre du bureau d'escompte de la Banque nationale d'Anvers (1868-1881) et enfin vice-président du Fonds de secours et de prévoyance des marins battant pavillon belge (1872-1876).

## Fonctions et mandats
- Membre du Sénat belge : 1878-1881

## Sources
- J. MATTHYSSEN, Politieke Dynastieën te Antwerpen 1830-1914, Gent, R.U.G. licentiaatsverhandeling (onuitgegeven), 1973.
- Jean-Luc DE PAEPE & Christiane RAINDORF-GERARD, Le Parlement belge, 1831-1894. Données biographiques, Brussel, 1996